# Antonino Salinas
Antonino Salinas (Palermo, 19 novembre 1841 – Roma, 7 marzo 1914) è stato un archeologo e numismatico italiano.

## Biografia
Educato fin da giovane a severi metodi di ricerca scientifica, nel 1856 si iscrisse alla Facoltà di Giurisprudenza
della R. Università di Palermo. Dopo lo sbarco a Marsala di Garibaldi, si arruolò nell'esercito meridionale e il 13 luglio 1860 fu nominato sottotenente d'artiglieria, combattendo a Volturno e a Capua, venendo congedato nel gennaio 1861, quindi decorato l'anno successivo con una medaglia di bronzo. Ritornato al lavoro nell'Archivio di Palermo, iniziò a pubblicare i suoi primi scritti, riguardanti la numismatica, sua grande passione.
Nel 1862, per un anno, ebbe la possibilità di completare la sua formazione, specializzandosi all'Università di Berlino seguendo, fra gli altri, i corsi dell'archeologo Eduard Gerhard, del cartografo Heinrich Kiepert e dello storico Theodor Mommsen. Dopo lunghi viaggi di studio (da Vienna ad Atene, dove partecipò alla prima campagna di scavi della Missione italiana nella necropoli del Ceramico, fino a Parigi) tornò in Italia dove, nel 1865, a soli 24 anni, fu nominato professore straordinario di archeologia all'Università di Palermo, facendo qui conoscere quanto appreso in Germania. Nel 1867 divenne ordinario di archeologia e nel 1873 venne nominato direttore del Museo nazionale di Palermo.
Preside della Facoltà di Lettere e Filosofia di Palermo dal 1880 al 1882 e dal 1893 al 1894, nel 1894 diviene consigliere comunale e assessore all'Istruzione del Comune di Palermo.
Dal 1903 al 1904 è stato Rettore della Università di Palermo.
Partecipò agli scavi che si stavano effettuando in quel tempo in Sicilia, fra cui Mozia, Tindari e Selinunte dove rinvenne quattro metope arcaiche, che poi trasferì al Museo nazionale di Palermo, che diresse per quarant'anni, fino al 1914. Nel 1907 fu nominato Soprintendente per le province di Palermo, Trapani, Girgenti e Messina, a cui si devono – in quest'ultima città – il ritrovamento di tante opere d'arte recuperate dopo il terremoto di Messina del 1908. Fu tra i fondatori dell'Istituto italiano di numismatica, e ne fu presidente dal 1912 alla morte.
Fu eletto socio nazionale dell'Accademia dei Lincei nel 1908.
Nel testamento, lasciò al museo la sua collezione privata, tra cui i molti libri e circa 6000 monete da lui raccolte. È sepolto nel Cimitero di Santa Maria di Gesù a Palermo.
A Salinas è oggi intitolato il Museo Archeologico Regionale di Palermo che, a cento anni dalla morte, nel 2014, gli ha dedicato una mostra celebrativa.
Nel 2017 è stata pubblicata una corposa raccolta di scritti scelti di numismatica del Salinas, a cura di Luca Lombardi.

## Opere
- I monumenti sepolcrali scoperti presso la chiesa della Santa Trinità in Atene. Torino 1863.
- Le monete delle antiche città di Sicilia. Palermo, 1870.
- Suggelli siciliani del medioevo, Palermo, 1871
- Del Museo nazionale di Palermo e del suo avvenire. Palermo, 1874.
- Ricordi storici delle rivoluzioni siciliane del secolo XIX Archiviato il 30 novembre 2020 in Internet Archive.. Palermo, 1886.
- Le monete delle antiche città di Sicilia descritte e illustrate, Palermo, 1922
- Scritti scelti (a cura di Vincenzo Tusa), II voll., Palermo, 1976-1977
- Scritti scelti di numismatica, a cura di Giuseppe Ruotolo e Luca Lombardi, Biblionumis, Bari 2017, pp. 112, riccamente illustrato, 5 tavv., cm 30 x 22.